# ان‌جی‌سی ۲۱۵
ان‌جی‌سی ۲۱۵ (انگلیسی: NGC 215) نام یک کهکشان عدسی در صورت فلکی سیمرغ است.